# Журема (Пиауи)

Журема на карте штата.

Журема (порт. Jurema) — муниципалитет в Бразилии, входит в штат Пиауи. Составная часть мезорегиона Юго-запад штата Пиауи. Входит в экономико-статистический микрорегион Сан-Раймунду-Нонату. Население составляет 4517 человек на 2010 год. Занимает площадь 1271,889 км². Плотность населения — 3,55 чел./км².

## Демография
Согласно сведениям, собранным в ходе переписи 2010 г. Национальным институтом географии и статистики (IBGE), население муниципалитета составляет:
| Полное население                               | Полное население                               | Полное население                               | Полное население                               | 4517  |
| ---------------------------------------------- | ---------------------------------------------- | ---------------------------------------------- | ---------------------------------------------- | ----- |
| в том числе:                                   | Городское население                            | 866                                            | Процент городского населения, %                | 19,17 |
|                                                | Сельское население                             | 3651                                           | Процент сельского населения, %                 | 80,83 |
|                                                | Мужское население                              | 2354                                           | Процент мужского населения, %                  | 52,11 |
|                                                | Женское население                              | 2163                                           | Процент женского населения, %                  | 47,89 |
| Плотность населения, чел/км²                   | Плотность населения, чел/км²                   | Плотность населения, чел/км²                   | Плотность населения, чел/км²                   | 3,55  |
| Население муниципалитета в % к населению штата | Население муниципалитета в % к населению штата | Население муниципалитета в % к населению штата | Население муниципалитета в % к населению штата | 0,14  |

По данным оценки 2016 года, население муниципалитета составляет 4657 жителей.

## Статистика
- Валовой внутренний продукт на 2003 год составляет 6 137 769 реалов (данные: Бразильский институт географии и статистики).
- Валовой внутренний продукт на душу населения на 2003 год составляет 1495,19 реалов (данные: Бразильский институт географии и статистики).
- Индекс развития человеческого потенциала на 2000 год составляет 0,543 (данные: Программа развития ООН).